# Yurdçu
Yurdçu è un comune dell'Azerbaigian situato nel distretto di Kəngərli.